# Proyección cartográfica

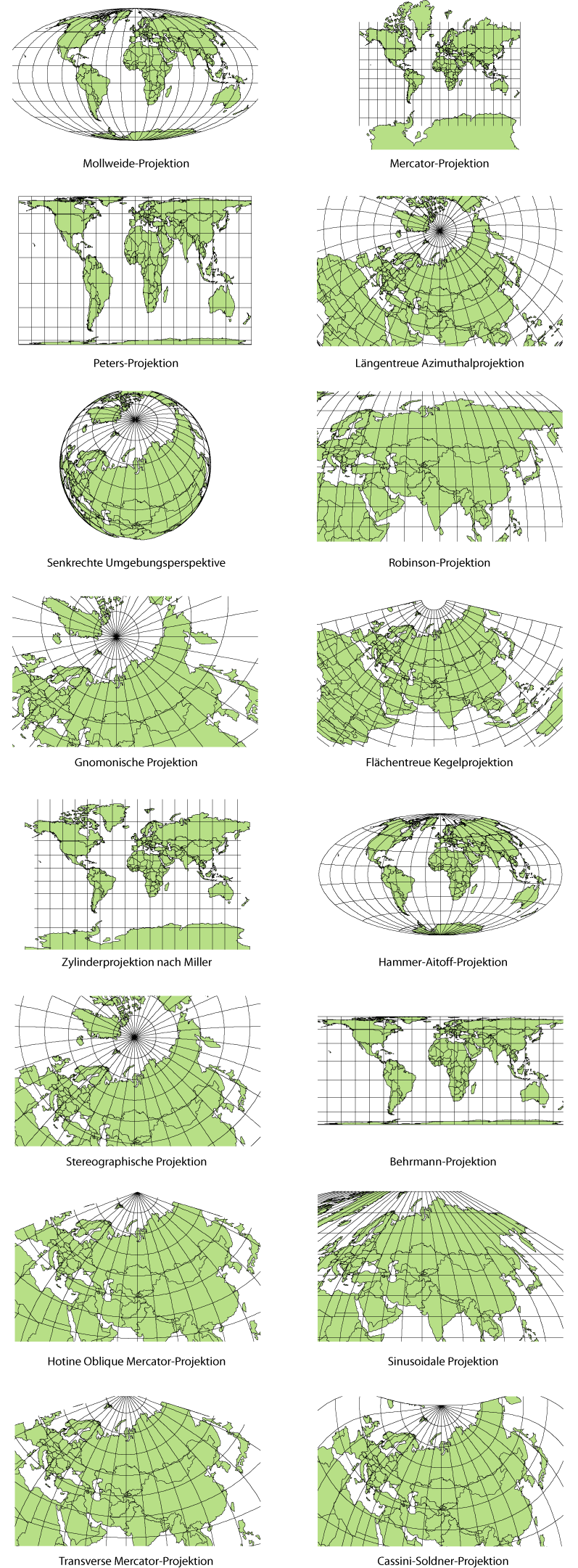
Diversas proyecciones

La proyección cartográfica o proyección geográfica es todo sistema de transformación empleado para realizar la representación gráfica que establece una relación ordenada entre los puntos de la superficie curva de la Tierra y los de una superficie plana (mapa). Estos puntos se localizan auxiliándose en una red de meridianos y paralelos, en forma de malla. La única forma de evitar las distorsiones de esta proyección sería usando un mapa geodésico, aunque la distorsión es minimizada representada en un mapa esférico.
En un sistema de coordenadas proyectadas, los puntos se identifican por las coordenadas cartesianas (x e y) en una malla cuyo origen depende de los casos. Este tipo de coordenadas se obtienen matemáticamente a partir de las coordenadas geográficas (longitud y latitud), que no son proyectadas.
Las representaciones planas de la esfera terrestre se llaman mapas, y los encargados de elaborarlos o especialistas en cartografía se denominan cartógrafos.

## Propiedades métricas de los mapas
Muchas propiedades pueden medirse en la superficie de la Tierra independientemente de su geografía:
- Área
- Forma
- Dirección
- Rumbo
- Distancia

Las proyecciones cartográficas pueden construirse para preservar algunas de estas propiedades a expensas de otras. Dado que la superficie curva de la Tierra no es isométrica con respecto a un plano, la conservación de las formas requiere inevitablemente una escala variable y, en consecuencia, una presentación no proporcional de las áreas. Del mismo modo, una proyección que preserva el área no puede ser conforme, lo que resulta en formas y rumbos distorsionados en la mayoría de los lugares del mapa. Cada proyección preserva, compromete o aproxima las propiedades métricas básicas de diferentes maneras. El propósito del mapa determina qué proyección debe formar la base del mapa. Debido a que los mapas tienen muchos propósitos diferentes, se han creado una diversidad de proyecciones para adaptarse a esos propósitos.
Otra consideración en la configuración de una proyección es su compatibilidad con los conjuntos de datos que se utilizarán en el mapa. Los conjuntos de datos son información geográfica; su obtención depende del sistema de referencia geodésico (modelo) de la Tierra elegido. Diferentes datums asignan coordenadas ligeramente diferentes a la misma ubicación, por lo que en mapas de escalas grandes (1:0 – 1:600,000), como los de los sistemas cartográficos nacionales, es importante hacer coincidir el datum con la proyección. Las ligeras diferencias en la asignación de coordenadas entre distintos datums no son motivo de preocupación en los mapamundis o en los de grandes regiones, en los que tales diferencias se reducen a la imperceptibilidad.

### Distorsión
Carl Friedrich Gauss en el Theorema egregium  demostró que la superficie de una esfera no puede representarse en un plano sin distorsión. Lo mismo se aplica a otras superficies de referencia utilizadas como modelos de la Tierra, como los esferoides oblatos, los elipsoides y los geoides. Dado que cualquier proyección cartográfica es una representación de una de esas superficies en un plano, todas las proyecciones cartográficas distorsionan.

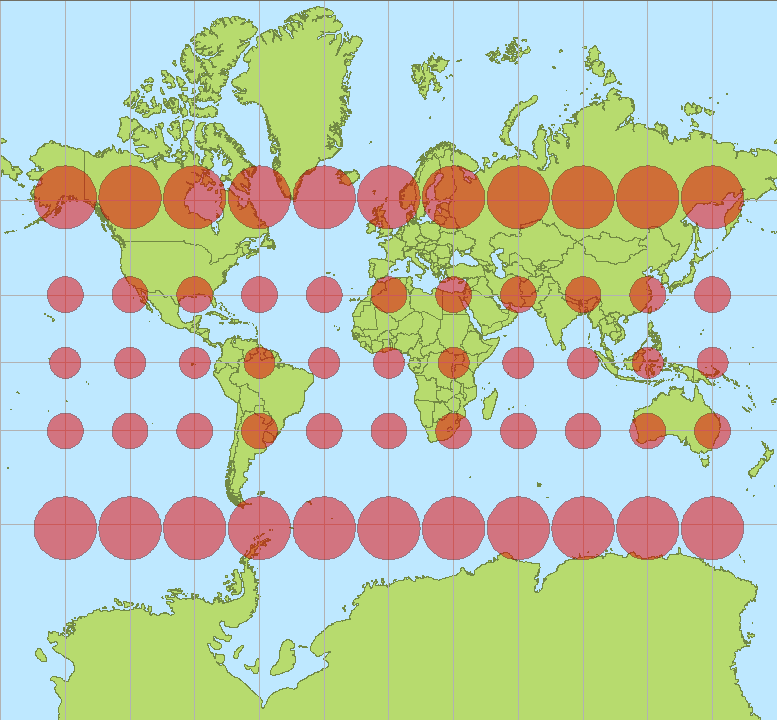
Indicatrices de Tissot sobre la proyección de Mercator.

La forma clásica de mostrar la distorsión inherente a una proyección es utilizar la indicatriz de Tissot. Para un punto dado, utilizando el factor de escala h a lo largo del meridiano, el factor de escala k a lo largo del paralelo, y el ángulo θ′ entre ellos, Nicolas  Tissot describió cómo construir una elipse que ilustra la cantidad y orientación de los componentes de la distorsión.: 147–149  Al espaciar las elipses regularmente a lo largo de los meridianos y paralelos, la red de indicatrices muestra cómo varía la distorsión a lo largo del mapa.

#### Otras métricas de distorsión
Se han descrito muchas otras formas de mostrar la distorsión en las proyecciones. Al igual que la indicatriz de Tissot, la indicatriz de Goldberg-Gott se basa en infinitesimales y representa distorsiones de flexión y asimetría (curvatura y asimetría).
En lugar del círculo infinitesimal original (ampliado) como en la indicatriz de Tissot, algunos métodos visuales proyectan formas finitas que abarcan una parte del mapa.
Por ejemplo, un círculo pequeño de radio fijo (por ejemplo, 15 grados de radio angular). A veces se utilizan triángulos esféricos.
En la primera mitad del siglo XX, proyectar una cabeza humana en diferentes proyecciones era común para mostrar cómo la distorsión varía a través de una proyección en comparación con otra.
En medios dinámicos, se pueden arrastrar formas de costas y fronteras conocidas por un mapa interactivo para mostrar cómo la proyección distorsiona los tamaños y las formas según la posición en el mapa.
Otra forma de visualizar la distorsión local es mediante gradaciones en escala de grises o en color cuyo tono representa la magnitud de la deformación angular o la inflación areal. A veces ambas se muestran simultáneamente mezclando dos colores para crear un mapa bivariante.
Para medir la distorsión globalmente a través de áreas en lugar de en un solo punto implica necesariamente la elección de prioridades para llegar a un compromiso. Algunos esquemas utilizan la distorsión de la distancia como un proxy para la combinación de la deformación angular y la inflación areal; tales métodos eligen arbitrariamente qué caminos medir y cómo ponderarlos con el fin de producir un único resultado. Se han descrito muchos.

### Propiedades de las proyecciones cartográficas
Se suelen establecer clasificaciones en función de su principal propiedad, el tipo de superficie sobre la que se realiza la proyección ya sea: cenital (un plano), cilíndrica (un cilindro) o cónica (un cono); así como la disposición relativa entre la superficie terrestre y la superficie de proyección (plano, cilindro o cono) pudiendo ser tangente, secante u oblicua. Según la propiedad que posea una proyección puede distinguirse entre: 
- proyecciones equidistantes, si conservan las distancias para algún punto determinado (es imposible conservar las distancias para todos los puntos en un mapa plano).
- proyecciones equivalentes, si conserva las áreas de las superficies.
- proyecciones conformes, si conservan las formas (o, lo que es lo mismo, los ángulos).

No es posible tener todas las propiedades anteriores a la vez, por lo que es necesario optar por soluciones de compromiso que dependerán de la utilidad a la que sea destinado el mapa.

## Tipos de proyecciones cartográficas
Dependiendo de cuál sea el punto que se considere como centro del mapa, se distingue entre proyecciones polares, cuyo centro es uno de los polos; ecuatoriales, cuyo centro es la intersección entre la línea del Ecuador y un meridiano; y oblicuas o inclinadas, cuyo centro es cualquier otro punto.
Se distinguen tres tipos de proyecciones básicas: cilíndricas, cónicas y acimutales.

### Proyección cilíndrica

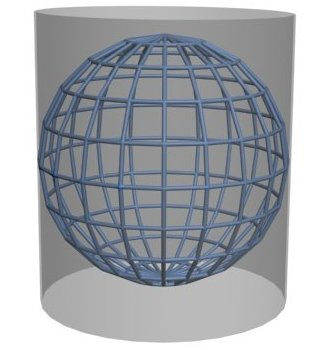
Esquema de una proyección cilíndrica.

La proyección de Mercator, que revolucionó la cartografía, es cilíndrica y conforme. En ella se proyecta el globo terrestre sobre una superficie cilíndrica. Es una de las más utilizadas, aunque por lo general en forma modificada, debido a las grandes distorsiones que ofrece en las zonas de latitud elevada, lo que impide apreciar a las regiones polares en su verdadera proporción. Es utilizada en la creación de algunos mapamundis. Para corregir las deformaciones en latitudes altas se usan proyecciones pseudocilíndricas, como la de Van der Grinten, que es policónica, con paralelos y meridianos circulares. Es esencialmente útil para ver la superficie de la Tierra completa.
- Proyección de Mercator
- Proyección de Peters
- Proyección de Robinson

### Proyección cónica

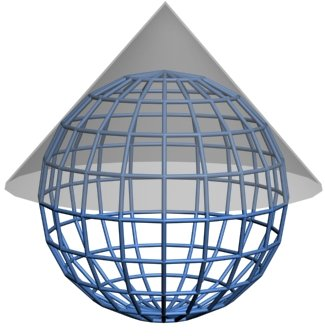
Esquema de una proyección cónica.

La proyección cónica se obtiene proyectando los elementos de la superficie esférica terrestre sobre una superficie cónica tangente, situando el vértice en el eje que une los dos polos. Aunque las formas presentadas son de los polos, los cartógrafos utilizan este tipo de proyección para ver los países y continentes.
Hay diversos tipos de proyecciones cónicas:
- Proyección cónica simple
- Proyección conforme de Lambert
- Proyección cónica múltiple

### Proyección acimutal

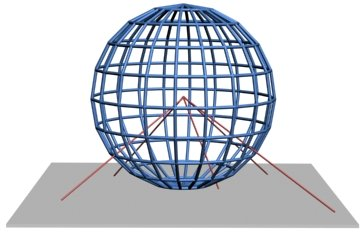
Esquema de una proyección acimutal gnomónica.

En la proyección acimutal o azimutal se proyecta una porción de la Tierra sobre un plano tangente al globo en un punto seleccionado, obteniéndose una imagen similar a la visión de la Tierra desde un punto interior o exterior. Si la proyección es del primer tipo se llama proyección gnomónica; si es del segundo, ortográfica. Estas proyecciones ofrecen una mayor distorsión cuanto mayor sea la distancia al punto tangencial de la esfera y el plano. Este tipo de proyección se relaciona principalmente con los polos y hemisferios.
Tipos de proyecciones:
- Proyección ortográfica
- Proyección estereográfica
- Proyección gnomónica
- Proyección acimutal de Lambert

### Proyecciones modificadas
En la actualidad la mayoría de los mapas se hacen con base en proyecciones modificadas o combinación de las anteriores, a veces, con varios puntos focales, a fin de corregir en lo posible las distorsiones en ciertas áreas seleccionadas, aun cuando se produzcan otras nuevas en lugares a los que se concede importancia secundaria, como son por lo general las grandes extensiones de mar. Entre las más usuales figuran la proyección policónica de Lambert utilizada para fines educativos, y los mapamundis elaborados según las proyecciones Winkel-Tripel (adoptada por la National Geographic Society) y Mollweide, que tienen forma de elipse y menores distorsiones.

## Proyecciones convencionales
Las proyecciones convencionales generalmente fueron creadas para representar el mundo entero (mapamundi) y dan la idea de mantener las propiedades métricas, buscando un balance entre distorsiones, o simplemente hacer que el mapamundi "se vea bien". La mayor parte de este tipo de proyecciones distorsiona las formas en las regiones polares más que en el ecuador:

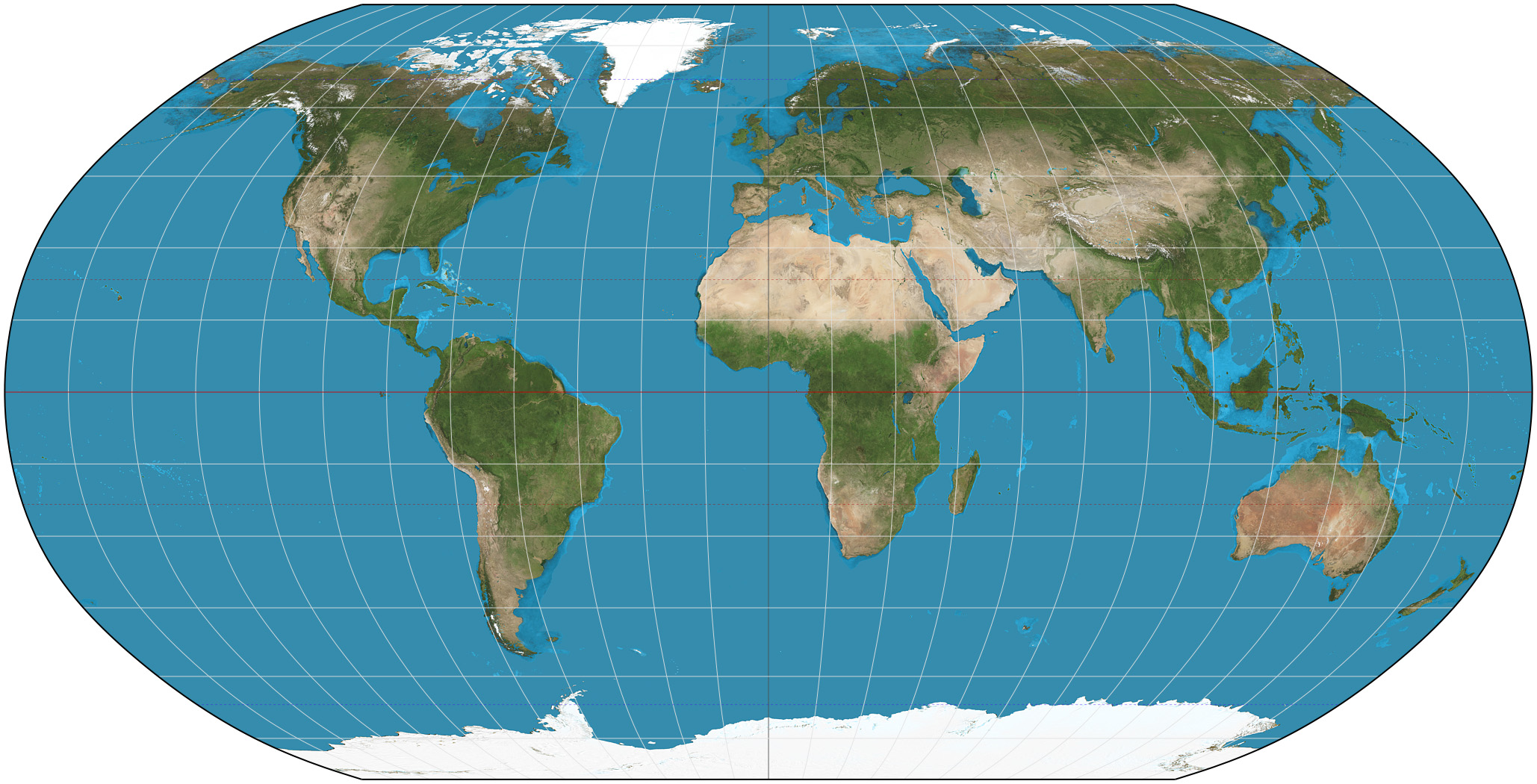
La proyección de Robinson fue adoptada por la revista National Geographic en 1988 pero abandonada alrededor de 1997 a cambio de la proyección de Winkel-Tripel.

- Proyección de Aitoff
- Proyección de Bernard J.S. Cahill
- Proyección de Dymaxion
- Proyección de Goode
- Proyección de Kavrayskiy VII
- Proyección cilíndrica de Miller
- Proyección de Robinson
- Proyección de Van der Grinten
- Proyección de Wagner VI
- Proyección de Waterman
- Proyección de Winkel-Tripel

## ¿Cuál es la mejor proyección?

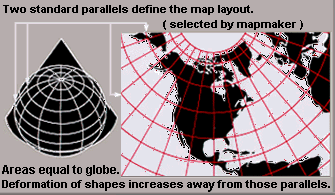
Dos paralelos estándar deben ser escogidos por el cartógrafo para definir el diseño del mapa de acuerdo a la proyección de Albers, con lo cual las áreas extensas se logran apreciar con mayor precisión, pero con cierta distorsión de las formas.

Las matemáticas de la proyección no permiten afirmar que alguna proyección cartográfica en particular pueda considerarse la mejor de todas. Algo siempre se distorsionará. Por lo tanto, existen muchas proyecciones para servir a los muchos usos de los mapas y su amplia gama de escalas.
Los sistemas cartográficos nacionales modernos suelen emplear una transversal de Mercator o una variante cercana para mapas a gran escala con el fin de preservar la conformidad y la baja variación de escala en áreas pequeñas. Para los mapas a escala más pequeña, como los que abarcan continentes o el mundo entero, son de uso común muchas proyecciones según su idoneidad para el propósito, como Winkel tripel, Robinson y Mollweide. Los mapas de referencia del mundo suelen aparecer en proyecciones de compromiso. Debido a las distorsiones inherentes a cualquier mapa del mundo, la elección de la proyección se convierte en gran medida en una cuestión de estética.
Los mapas temáticos normalmente requieren una proyección de área igual para que los fenómenos por unidad de área se muestren en la proporción correcta.
Sin embargo, representar correctamente las relaciones de área necesariamente distorsiona las formas más que muchos mapas que no son de igual área.
La proyección Mercator, desarrollada con fines de navegación, se ha utilizado a menudo en mapamundis donde otras proyecciones habrían sido más apropiadas. Este problema ha sido reconocido desde hace tiempo incluso fuera de los círculos profesionales. Por ejemplo, un editorial del New York Times de 1943 afirma:

«Ha llegado el momento de descartar [el Mercator] por algo que represente los continentes y las direcciones de forma menos engañosa... Aunque su uso ... ha disminuido ... sigue siendo muy popular como mapa de pared aparentemente en parte porque, como mapa rectangular, llena un espacio de pared rectangular con más mapa, y claramente porque su familiaridad engendra más popularidad».

Una controversia en la década de 1980 sobre el mapa de Peters motivó a la Asociación Cartográfica Americana (ahora la Sociedad de Cartografía e Información Geográfica) a producir una serie de folletos (incluyendo Which Map Is Best ) diseñado para educar al público sobre las proyecciones cartográficas y la distorsión en los mapas. En 1989 y 1990, tras cierto debate interno, siete organizaciones geográficas estadounidenses adoptaron una resolución en la que recomendaban no utilizar ninguna proyección rectangular (incluidas Mercator y Gall-Peters) para los mapas de referencia del mundo.